# Jardin historique (Espagne)

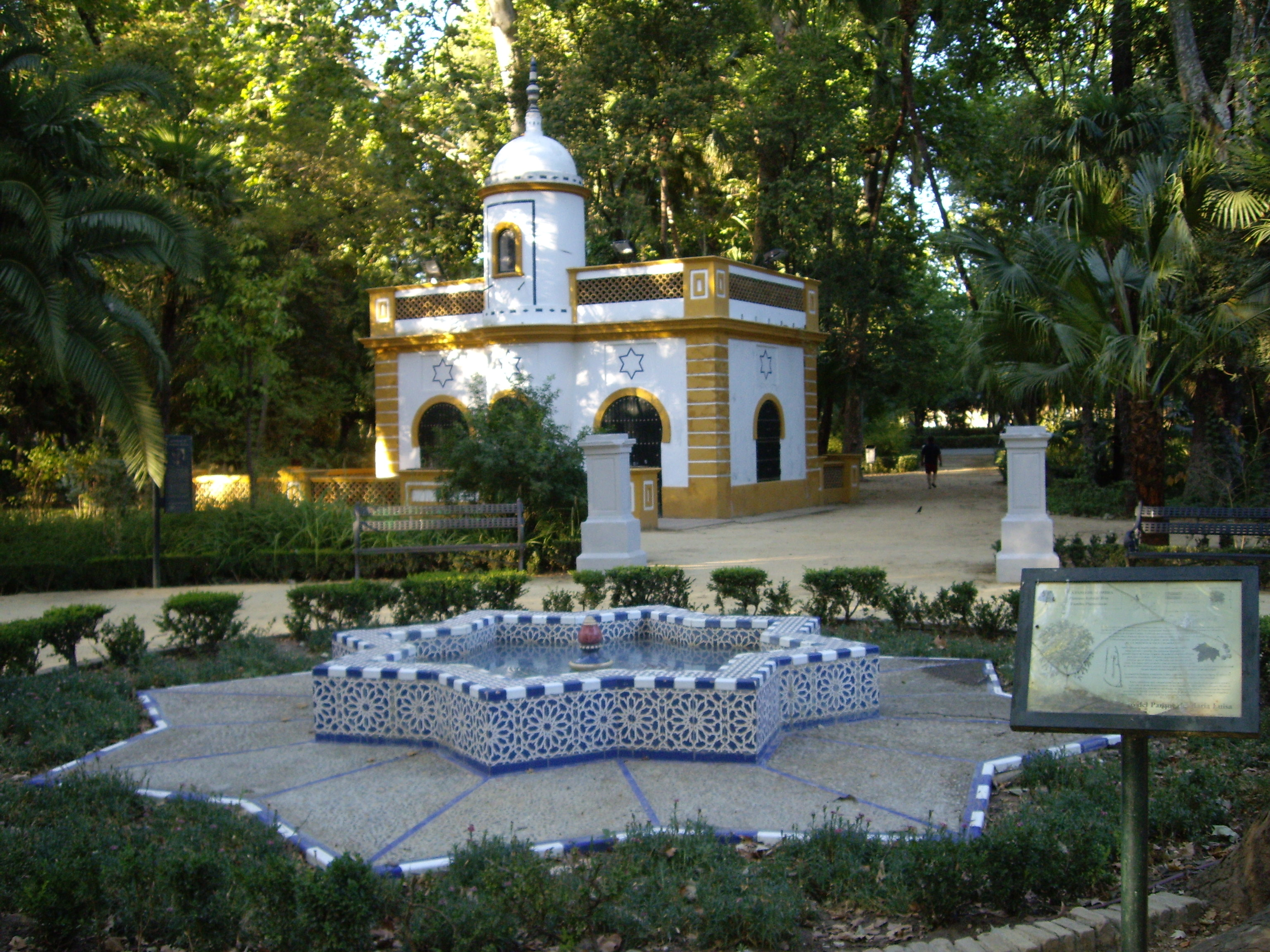
La Glorieta de Juanita Reina dans le Parc de María Luisa de Séville, classé
le 1 juin 1983, N° RI-52-0000040.

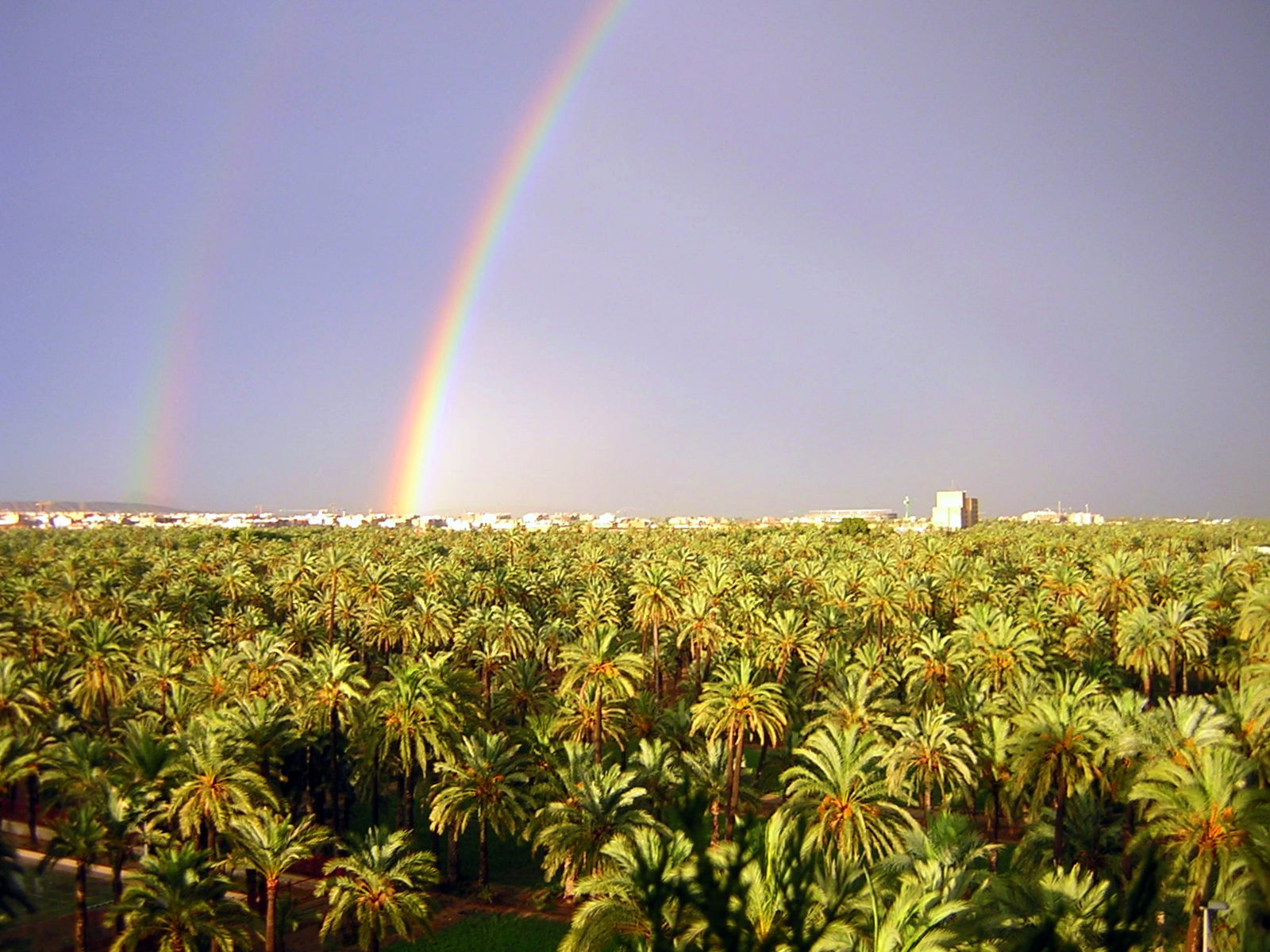
La palmeraie d'Elche, classée
le 27 juillet 1943, N° RI-52-0000020.

Un jardin historique (en espagnol Jardín Histórico), selon la loi 16/1985 du 25 juin 1985 sur le patrimoine historique espagnol, est un jardin dont l'intérêt lié à son origine, son histoire ou du fait de ses valeurs esthétiques, sensorielles ou botaniques, fait qu'il peut bénéficier d'une protection juridique spécifique pour sa préservation, son embellissement et son exposition.
Ces jardins sont considérés par la loi précitée, comme biens d'intérêt culturel et jouissent ainsi d'une protection spéciale mais aussi de restrictions quant aux aménagements qui peuvent y être réalisés.

## Caractéristiques fondamentales
Un jardin historique a vocation à être vu et parcouru, mais son accès doit être restreint en fonction de sa superficie et de sa fragilité afin que soient préservés son intégrité physique et son message culturel.
Les caractéristiques fondamentales d'un jardin historique sont :
- C'est une composition architecturale dont le « matériau » est essentiellement végétal et, par conséquent, vif, périssable et renouvelable. Il est donc changeant tout le long de l'année et des saisons.
- Il peut être lié ou non à un édifice ou un monument, mais en aucune manière il ne peut être dissocié de son environnement.
- Il présente un intérêt public, que ce soit du point de vue historique ou artistique.
- Il fait l'objet d'une protection spécifique. Ainsi en Espagne, les jardins historiques peuvent être déclarés biens d'intérêt culturel.
- La protection des jardins historiques exige qu'ils soient identifiés et inventoriés.
- Il nécessite différentes interventions : maintenance, conservation et restauration.
- Le jardin historique doit être conservé dans un environnement approprié. Toute modification de l'environnement physique qui menace l'équilibre écologique d'un jardin historique doit être évitée.

## Les différentes étapes de la législation espagnole

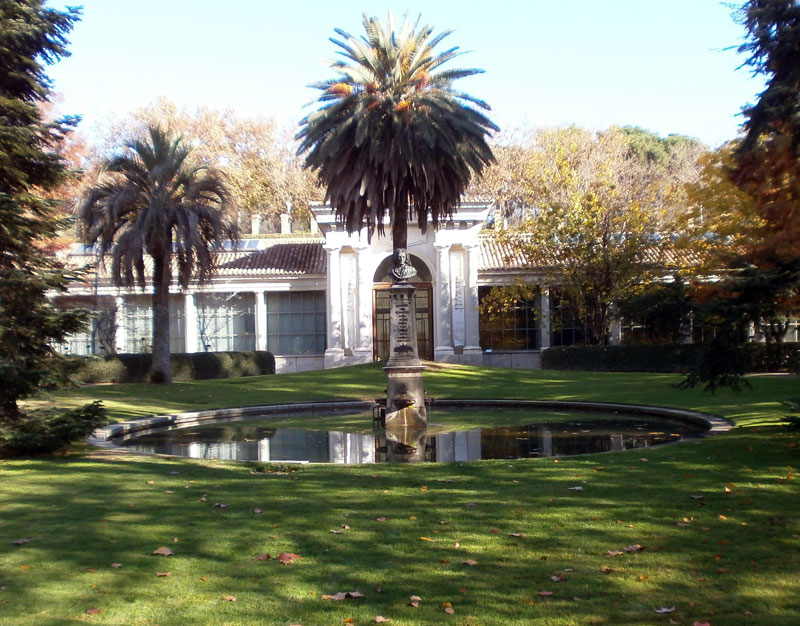
Jardin botanique royal de Madrid.
Jardin historique depuis 1942.

### La législation espagnole avant 1985
Les jardins historiques sont officiellement reconnus comme tels dans la loi 16/1985 du 25 juin 1985, à la suite notamment de l'élaboration de la charte de Florence de 1982 (voir ci-après). Cependant plusieurs jardins historiques ont fait l'objet d'un classement avant cette loi, ainsi par exemple entre juin 1931 et octobre 1935 plusieurs jardins madrilènes ont été classés comme monuments historico-artistiques ou comme jardins artistiques. À la suite de la promulgation de la loi de 1985, ces jardins classés ont fait l'objet d'une numérotation selon la codification prévue par cette loi.

### La charte de Florence de 1982
Le Comité international des jardins historiques (ICOMOS-IFLA), réuni à Florence le 21 mai 1981, a décidé d'élaborer une charte relative à la sauvegarde des jardins historiques, connue comme la Charte de Florence de 1981. La charte a été adoptée en décembre 1982.
La charte définit un jardin historique comme « une composition architecturale et végétale qui, du point de vue de l'histoire ou de l'art, présente un intérêt public. Comme tel, il est considéré comme un monument. ». « Le jardin est une composition d'architecture dont le matériau est principalement végétal donc vivant, et comme tel périssable et renouvelable. ».
Selon son article 4, « relèvent de la composition architecturale du jardin historique :
- son plan et les différents profils de son terrain,
- ses masses végétales : leurs essences, leurs volumes, leur jeu de couleurs, leurs espacements, leurs hauteurs respectives,
- ses éléments construits ou décoratifs,
- les eaux mouvantes ou dormantes, reflet du ciel. »[6].

La dénomination de jardin historique s'applique autant à des jardins modestes qu'à de grands parcs de composition formelle ou de nature paysagère. Il peut lié ou non à un édifice et il ne peut être dissocié de son environnement urbain ou rural, artificiel ou naturel.
Ils doivent être considérés comme des monuments et bénéficier des mêmes protections. La protection des jardins historiques exige qu'ils soient identifiés et inventoriés. Ils ont besoin d'interventions différentes : maintenance, conservation et restauration. Dans certains cas, la restauration est recommandée. La Charte de Florence donnent des recommandations sur les différentes opérations à réaliser dans lesdits jardins.

### La loi de 1985 sur le patrimoine historique
Les jardins historiques constitue une des catégories des biens d'intérêt culturel définis par la loi 16/1985 du 25 juin 1985 sur le patrimoine historique espagnol qui donne une définition précise du jardin historique :
« Un jardin historique est un espace délimité, produit de l'arrangement par l'homme d'éléments naturels, parfois complété de structures fabriquées, et estimé d'un intérêt lié à son origine ou son histoire ou du fait de ses valeurs esthétiques, sensorielles ou botaniques. »
— Article 15, alinéa 2 de la loi du 25 juin 1985.
Le catalogue général des biens d'intérêt culturel est géré par la sous-direction de la Protection du patrimoine historique (Subdirección General de Protección del Patrimonio Histórico) de la direction générale de Beaux-arts et des Biens culturels Dirección General de Bellas Artes y Bienes Culturales) du ministère espagnol chargé de la Culture. Les différentes communautés autonomes participent également à la gestion du catalogue.
Le catalogue général inclut une centaine de jardins parmi 13 000 monuments.
Par ailleurs, l'Institut du patrimoine culturel d'Espagne (IPCE) porte les missions et les fonctions de restauration, de recherche, de documentation, de formation et de conseil dans la conservation du patrimoine historique.

## Les législations des communautés autonomes

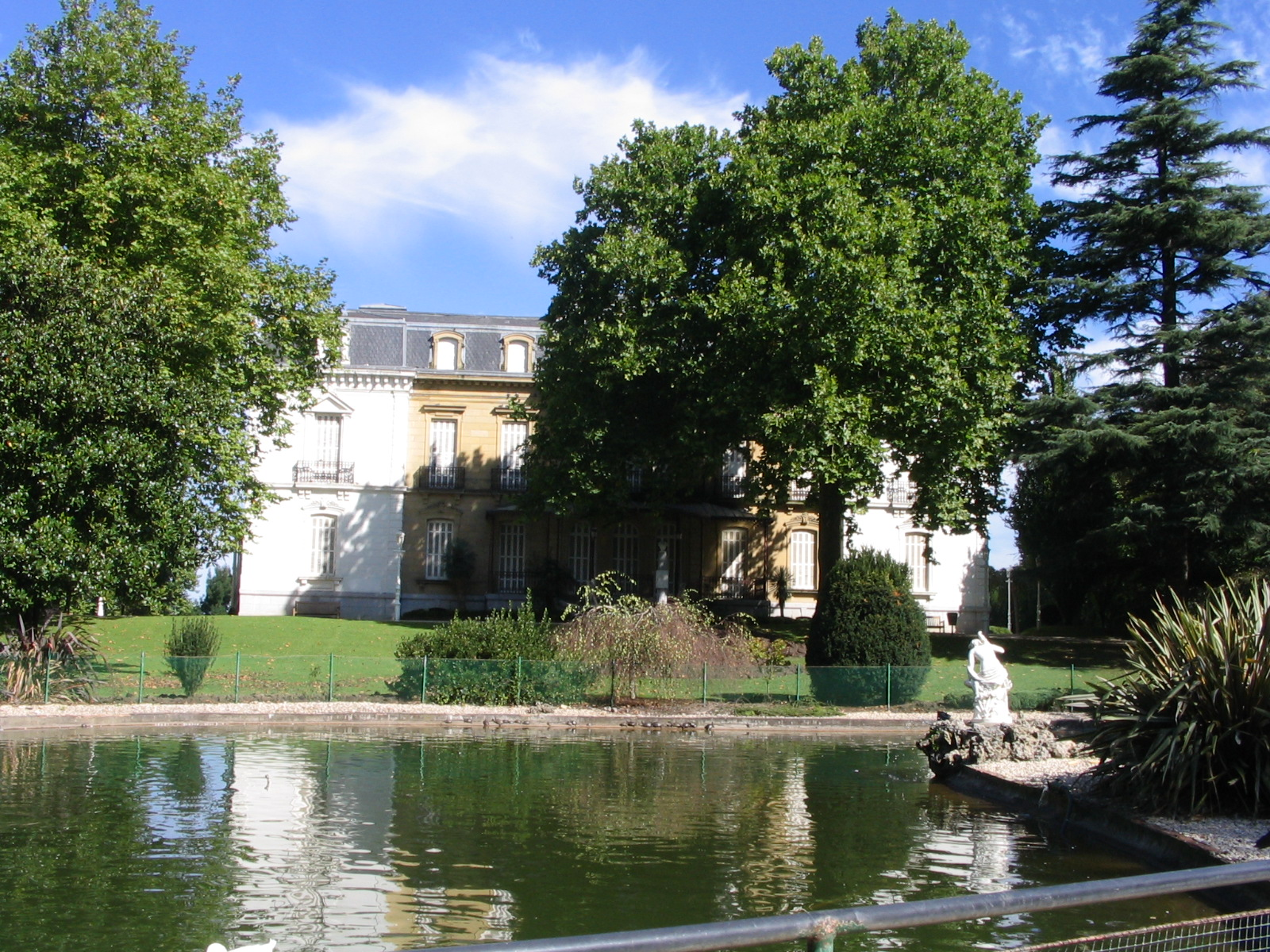
Jardin du Palacio de Ayete à Saint-Sébastien

Outre la loi 16/1985 sur le patrimoine historique espagnol, les jardins historiques sont également reconnus par les législations des communautés autonomes d'Andalousie, d'Aragon, des Asturies, des Îles Baléares, des Îles Canaries, de Castille-et-León, de Catalogne, d'Estrémadure, de la Communauté de Madrid, de Navarre et de la Communauté valencienne, où les jardins historiques font également l'objet de protection au titre de biens d'intérêt culturel.
D'autres communautés, comme la Galice et la Cantabrie, font référence dans leurs lois aux jardins et aux parcs qui ont une valeur artistique, historique, anthropologique ou paysagère.
Dans la communauté de La Rioja, les jardins historiques sont considérés comme des « lieux culturels » (lugares culturales).
Mais, chose étrange, il y a lieu de remarquer que la loi 7/1990 du 3 juillet 1990 sur le patrimoine culturel basque, ne dispose pas d'articles ou d'alinéas spécifiques aux jardins historiques.